# Міхолець
46°03′ пн. ш. 16°26′ сх. д. / 46.05° пн. ш. 16.43° сх. д.
Міхолець (хорв. Miholec) — населений пункт у Хорватії, у Копривницько-Крижевецькій жупанії у складі громади Светі-Петар-Ореховець.

## Населення
Населення за даними перепису 2011 року становило 363 осіб.
Динаміка чисельності населення поселення: